# (119069) 2001 KN77
(119069) 2001 KN77 est un objet transneptunien du groupe des plutinos.

## Caractéristiques
(119069) 2001 KN77 mesure environ 160 km de diamètre.

## Orbite
L'orbite de 2001 KN77 possède un demi-grand axe de 39,07 ua et une période orbitale d'environ 244 ans. Son périhélie l'amène à 29,643 ua du Soleil et son aphélie l'en éloigne de 48,498 ua. Il s'agit d'un plutino.

## Découverte
2001 KN77 a été découvert le 23 mai 2001.